# Championnat d'Écosse de football de deuxième division 2020-2021
Navigation
Édition précédente Édition suivante
Le championnat d'Écosse de football de 2e division 2020-2021 (ou Scottish Championship), est la 115e édition du Championnat d'Écosse de football de deuxième division. Il s'agit de la 8e édition de ce championnat sous cette nouvelle formule depuis la réforme du football écossais de 2013.

## Clubs participants à l'édition 2020-2021
| \| Alloa Arbroath Ayr United Dundee DUN Falkirk Morton Inverness CT Queen of the South HEA Raith Rovers \| Localisation des clubs engagés dans le championnat. |
| Alloa Arbroath Ayr United Dundee DUN Falkirk Morton Inverness CT Queen of the South HEA Raith Rovers                                                           |

| Club                                       | Classement 2019-2020          | Entraîneur      | Stade              | Capacité théorique | Ville       |
| ------------------------------------------ | ----------------------------- | --------------- | ------------------ | ------------------ | ----------- |
| Heart of Midlothian Football Club          | 12e Scottish Premiership (SP) | Robbie Neilson  | Tynecastle Stadium | 19 852             | Édimbourg   |
| Inverness Caledonian Thistle Football Club | 2e                            | Neil McCann     | Caledonian Stadium | 7 750              | Inverness   |
| Ayr United Football Club                   | 3e                            | David Hopkin    | Somerset Park      | 10 185             | Ayr         |
| Dundee Football Club                       | 4e                            | James McPake    | Tannadice Park     | 14 229             | Dundee      |
| Dunfermline Athletic Football Club         | 5e                            | Stevie Crawford | East End Park      | 11 480             | Dunfermline |
| Arbroath Football Club                     | 6e                            | Dick Campbell   | Gayfield Park      | 6 600              | Arbroath    |
| Greenock Morton Football Club              | 7e                            | Anton McElhone  | Cappielow Park     | 11 589             | Greenock    |
| Alloa Athletic Football Club               | 8e                            | Peter Grant     | Recreation Park    | 3 100              | Alloa       |
| Queen of the South Football Club           | 9e                            | Allan Johnston  | Palmerston Park    | 8 690              | Dumfries    |
| Raith Rovers Football Club                 | 1er League One (D3)           | John McGlynn    | Stark's Park       | 8 867              | Kirkcaldy   |

## Compétition
En juin 2020, huit des dix clubs disputant le championnat votent en faveur d'un raccourcissement de la saison de 36 journées à 27, chaque équipe jouant trois fois ses adversaires. Cette décision est prise pour réduire les coûts de fonctionnement en raison de la gestion de la pandémie de Covid-19.

### Règlement
Le classement est établi sur le barème de points classique (victoire à 3 points, match nul à 1, défaite à 0). Les clubs à égalité en nombre de points sont départagés en fonction des critères suivants :
1. Plus grande différence de buts générale
2. Plus grand nombre de buts marqués
3. Confrontations directes entre les équipes : 
  1. points terrain ;
  2. différence de buts particulière ;
  3. nombre de buts inscrits
4. Dans le cas où l'égalité persiste et où une place de promotion/relégation est en jeu, les équipes se départagent lors d'un match d'appui sur terrain neutre ; sinon (place ne présentant aucun enjeu), elles sont déclarées ex aequo.

### Classement général
| Rang | Équipe                       | Pts | J  | G  | N  | P  | Bp | Bc | Diff |
| ---- | ---------------------------- | --- | -- | -- | -- | -- | -- | -- | ---- |
| 1    | Heart of Midlothian R        | 57  | 27 | 17 | 6  | 4  | 63 | 24 | +39  |
| 2    | Dundee FC                    | 45  | 27 | 12 | 9  | 6  | 49 | 40 | +9   |
| 3    | Raith Rovers P               | 43  | 27 | 12 | 7  | 8  | 45 | 36 | +9   |
| 4    | Dunfermline Athletic         | 39  | 27 | 10 | 9  | 8  | 38 | 34 | +4   |
| 5    | Inverness Caledonian Thistle | 36  | 27 | 8  | 12 | 7  | 36 | 31 | +5   |
| 6    | Queen of the South           | 32  | 27 | 9  | 5  | 13 | 38 | 51 | -13  |
| 7    | Arbroath FC                  | 30  | 27 | 7  | 9  | 11 | 28 | 34 | -6   |
| 8    | Ayr United                   | 29  | 27 | 6  | 11 | 10 | 31 | 37 | -6   |
| 9    | Greenock Morton              | 29  | 27 | 6  | 11 | 10 | 22 | 33 | -11  |
| 10   | Alloa Athletic               | 22  | 27 | 5  | 7  | 15 | 30 | 60 | -30  |

Promotions
- Promotion en Scottish Premiership
- Qualification pour les barrages de promotion

Relégations
- Relégation en Scottish League One
- Barrages de relégation

Abréviations
- P : Promus de Scottish League One 2019-2020
- R : Relégué de Scottish Premiership 2019-2020

### Barrages de promotion/relégation en D1/D2
Les équipes classées deuxième, troisième et quatrième participent aux barrages. Si une de ces équipes remporte cette compétition prenant la forme d'une coupe en matches aller-retour, elle accède à la division supérieure.
La quatrième équipe participante est l'équipe ayant terminé à l'avant-dernière place de la division supérieure. L'équipe qui remporte les barrages joue la saison 2021-2022 en première division. La perdante en deuxième division.

#### Quarts de finale
| 4 mai 2021 | Dunfermline Athletic | 0-0   | Raith Rovers |                         |                         |
|            |                      | (0-0) |              | Spectateurs : Huis-clos | Spectateurs : Huis-clos |

| 8 mai 2021 | Raith Rovers                       | 2-0   | Dunfermline Athletic |                         |                         |
|            | Lewis Vaughan 64e · Gozie Ugwu 89e | (0-0) |                      | Spectateurs : Huis-clos | Spectateurs : Huis-clos |

#### Demi-finale
| 12 mai 2021 | Raith Rovers | 0-3   | Dundee FC                             |                         |                         |
|             |              | (0-1) | Jordan McGhee 22e 55e · Osman Sow 84e | Spectateurs : Huis-clos | Spectateurs : Huis-clos |

| 15 mai 2021 | Dundee FC | 0-1   | Raith Rovers |                         |                         |
|             |           | (0-1) |              | Spectateurs : Huis-clos | Spectateurs : Huis-clos |

#### Finale
| 20 mai 2021 | Dundee FC                           | 2-1   | Kilmarnock FC         | Dens Park                                 |                                           |
|             | Jordan McGhee 6e · Charlie Adam 47e | (1-0) | Brandon Haunstrup 77e | Spectateurs : 500 Arbitrage : John Beaton | Spectateurs : 500 Arbitrage : John Beaton |

| 24 mai 2021 | Kilmarnock FC | 1-2   | Dundee FC | Rugby Park              |                         |
|             |               | (0-2) |           | Spectateurs : Huis-clos | Spectateurs : Huis-clos |